# Velaattajärvi
Velaattajärvi eller Velaatanjärvi är en sjö i Finland. Den ligger i kommunen Tammerfors i landskapet Birkaland, i den södra delen av landet, 180 km norr om huvudstaden Helsingfors. Velaattajärvi ligger 112 meter över havet. Arean är 3,98 kvadratkilometer och strandlinjen är 22,72 kilometer lång. Sjön  ingår i Kumo älvs huvudavrinningsområde.   I omgivningarna runt Velaattajärvi växer i huvudsak blandskog.
I övrigt finns följande i Velaattajärvi:
- Pääskynsaari (en ö)
- Isosaari (en ö)
- Pikkusaari (en ö)

I övrigt finns följande vid Velaattajärvi:
- Eteläjärvi (en sjö)